# سندرم آتروفی عصب بینایی بوش-بونسترا-شاف
سندرم آتروفی عصب بینایی بوش-بونسترا-شاف (انگلیسی: Bosch-Boonstra-Schaaf optic atrophy syndrome) یک بیماری نادر ژنتیکی است که مشخصه آن، عقب‌افتادگی رشد و تکامل، ناتوانی ذهنی و کاهش حدت بینایی است.

## نشانه‌های بیماری
تمامی بیماران دچار عقب‌افتادگی رشد و تکامل، ناتوانی ذهنی (بهره هوشی ۴۸ تا ۷۴) و کاهش حدت بینایی است. مشکلات بینایی شامل دیسک نوری کوچک، دیسک نوری محو، گود شدن دیسک نوری، انحراف چشم و نیستاگموس نهفته و پنهان است.
برحی علائم متغیر دیگر این بیماری عبارتند از:
- در صورت و چهره:
  - گوش‌های برآمده و بیرون‌زده
  - اختلالات بخش حلزونی لالهٔ گوش
  - پُل بینی کوچک
  - پُل بینی بلند
  - بینی رو به بالا
  - پلک سوم (چین‌های اِپی‌کانتال)
  - شکاف‌های پلکی رو به بالا
- در سیستم اسکلتی بدن
  - انگشتان باریک و نوک تیز
  - هیپوتونی

## ژنتیک
این بیماری در اثر جهش در ژن NR2F1 ایجاد می‌شود که بر روی بازوی بلند کروموزوم ۵ واقع شده‌است. این ژن پروتئینی را کُدگذاری می‌کند که گیرندهٔ هسته‌ای و فاکتور رونویسی است.

## درمان
در حال حاضر درمان قطعی برای این بیماری وجود ندارد و مدیریت بیماری بر روی درمان‌های علامتی و حمایتی استوار است.

## همه‌گیرشناسی
این بیماری نادر است و تا سال ۲۰۱۹ میلادی، کمتر از ۵۰ مورد از آن گزارش شده بود.

## تاریخچه
این بیماری ژنتیکی نخستین بار در سال ۲۰۱۴ شرح داده شد و نام خود را از سه پژوهشگر به نام‌های «دانیل خ.ام. بوش» (متخصص هلندی ژنتیک در مرکز پزشکی دانشگاه رادبود در نیمیخن هلند)، «اف. نینکه بونسترا» (متخصص هلندی ژنتیک در مؤسسهٔ مغز، شناخت و رفتار در دانشگاه رادبود در نیمیخن) و «کریستیان پاتریک شاف» (پژوهشگر آلمانی و رئیس مؤسسهٔ ژنتیک انسانی در دانشگاه هایدلبرگ آلمان) می‌گیرد که نقش مهمی در شناسایی و توصیف این بیماری نادر داشتند.